# Ray Avery
Murray „Ray“ Bertrand Avery (* 28. September 1920 in Kanada; † 17. November 2002) war ein US-amerikanischer Jazz-Fotograf und Händler von Jazz-Schallplatten.

## Leben und Wirken
Avery wurde in Kanada geboren; als er sechs Jahre alt war, zog seine Familie nach Big Bear Lake in Kalifornien. Bereits als Schüler an der dortigen Highschool begann er eine Schallplattensammlung anzulegen. Sein Interesse an der Fotografie entstand 1945, als er während des Zweiten Weltkriegs als Pilot bei der US-Luftwaffe von seinem Vater eine Argus-Kamera geschenkt bekam. Nach seiner Entlassung aus der Army arbeitete er zunächst auf der Farm seiner Familie, um sich Ende der 1940er Jahre dem Musikgeschäft zuzuwenden. 1947 eröffnete er seinen ersten Plattenladen, The Record Roundup am La Cienega Boulevard in Los Angeles, der sich bis zu seiner Schließung 1986 zu Ray Avery’s Rare Records entwickelte. Das Geschäft befand sich in Glendale, Kalifornien und wurde zu einem Mekka für Sammler von Jazzschallplatten. Zeitweise hatte Avery die größte Jazz-Schallplattensammlung und führte vier Mal jährlich Auktionen per Mailing-Listen durch.
Da auch viele Musiker häufige Besucher seines Geschäfts waren, entstanden zu diesen freundschaftliche Kontakte, die Anfang der 1950er Jahre zu Averys ersten Jazz-Fotografien führten, auf denen er Protagonisten des West Coast Jazz wie Shelly Manne, Art Pepper (Modern Art 1954), Jack Wilson (Ramblin’), Wardell Gray (Memorial) oder Hampton Hawes (The Sermon) u. a. für Plattencover von Prestige, Contemporary und GNP Records ablichtete. Ferner fotografierte er beim Monterey Jazz Festival und dem Jazzfestival in Nizza als einer der  offiziellen Fotografen der Fernsehreihe Stars of Jazz, außerdem auf den Los Angeles Classic Jazz Festivals, dem New Orleans Jazz & Heritage Festival und dem North Sea Jazz Festival in Holland. Seine Fotografien erschienen in über hundert Jazzbüchern und auf über 150 LP-Covern. Avery fotografierte u. a. Art Blakey, Thelonious Monk, Chico Hamilton, Billie Holiday, Charles Mingus und Sonny Rollins. Eine Renaissance erlebten viele seiner Fotografien ab Ende der 1980er Jahre mit der Einführung der Compact-Disc und der Wiederveröffentlichung historischer Jazz-Aufnahmen, etwa auf Mosaic Records von Bobby Hackett und Johnny Smith. 1990 gründete Ray Avery die Jazz Photographers Association of Southern California, als deren Vorsitzende und später Ehrenvorsitzende er fungierte. 1997 erschien ein Fotobuch Stars of Jazz und Avery wurde mit dem Milt Hinton Award for Excellence in Jazz Photography ausgezeichnet. Nach seinem Tod wurde die Sammlung der UCLA Music Library übereignet.

## Veröffentlichung
- Stars of Jazz. Omnibus Press, London 2010, ISBN 978-1-84938-493-3.